# ديف مودي
ديف مودي (بالإنجليزية: Dave Moody)‏ هو منتج أسطوانات وكاتب أغاني ومخرج أمريكي، ولد في 24 مايو 1962 في فاييتفيل في الولايات المتحدة.

## وصلات خارجية
- الموقع الرسمي
- ديف مودي على موقع IMDb (الإنجليزية)
- ديف مودي على موقع أول موفي (الإنجليزية)
- ديف مودي على موقع قاعدة بيانات الفيلم (الإنجليزية)
- ديف مودي على موقع كينوبويسك (الروسية)